# 南京人民大会堂
- 關於曾以该处作为办公地点的机构，請見「国民大会」。
- 關於其他同名建筑，請見「人民大会堂  (消歧义)」。

南京人民大会堂，位于江苏省南京市玄武区长江路264号，坐北朝南，钢筋水泥结构，地上4层，建筑面积5,100平方米，建成于1936年。原为国民大会堂，是中华民国行宪后召开国民大会之场所。渡江戰役後，中國人民解放軍佔領南京，后改為现名。如今，这里是每年南京市人大、政协全体会议的召开场所，亦在平时充当演艺场所使用。

## 历史
1935年9月，国民政府通过决议，在首都南京市建造国民大会堂。按孔祥熙等5人的提议，国民大会堂可由建造国立戏剧音乐院和国立美术陈列馆来兼用，建成后既可作剧场、又可作会场，一举两得。国立戏剧音乐院和国立美术陈列馆筹委会公开招标。经筹委会评定，设计方案以奚福泉建筑师的为首选，關頌聲、趙深的设计方案分列第二、三名。11月20日，举行当众开标，上海陆根记营造厂中标营造。1936年5月5日，大会堂建成，建成后同时作为国立戏剧音乐院使用。

## 建筑
建筑立面中部高耸，两侧对称展开，强调竖线条，体块简洁，颇具现代感；而在檐口、门窗、雨棚和门厅均作简化的中国传统图案处理。内部音响效果较好。会堂内设有3,400多个座位，配备有自动表决器和译音装置。其他当时的先进设备，如冷暖气等一应俱全。与国民大会堂一墙之隔，还建成了国立美术馆（今江苏省美术馆），两者风格一致，浑然一体。

## 图集

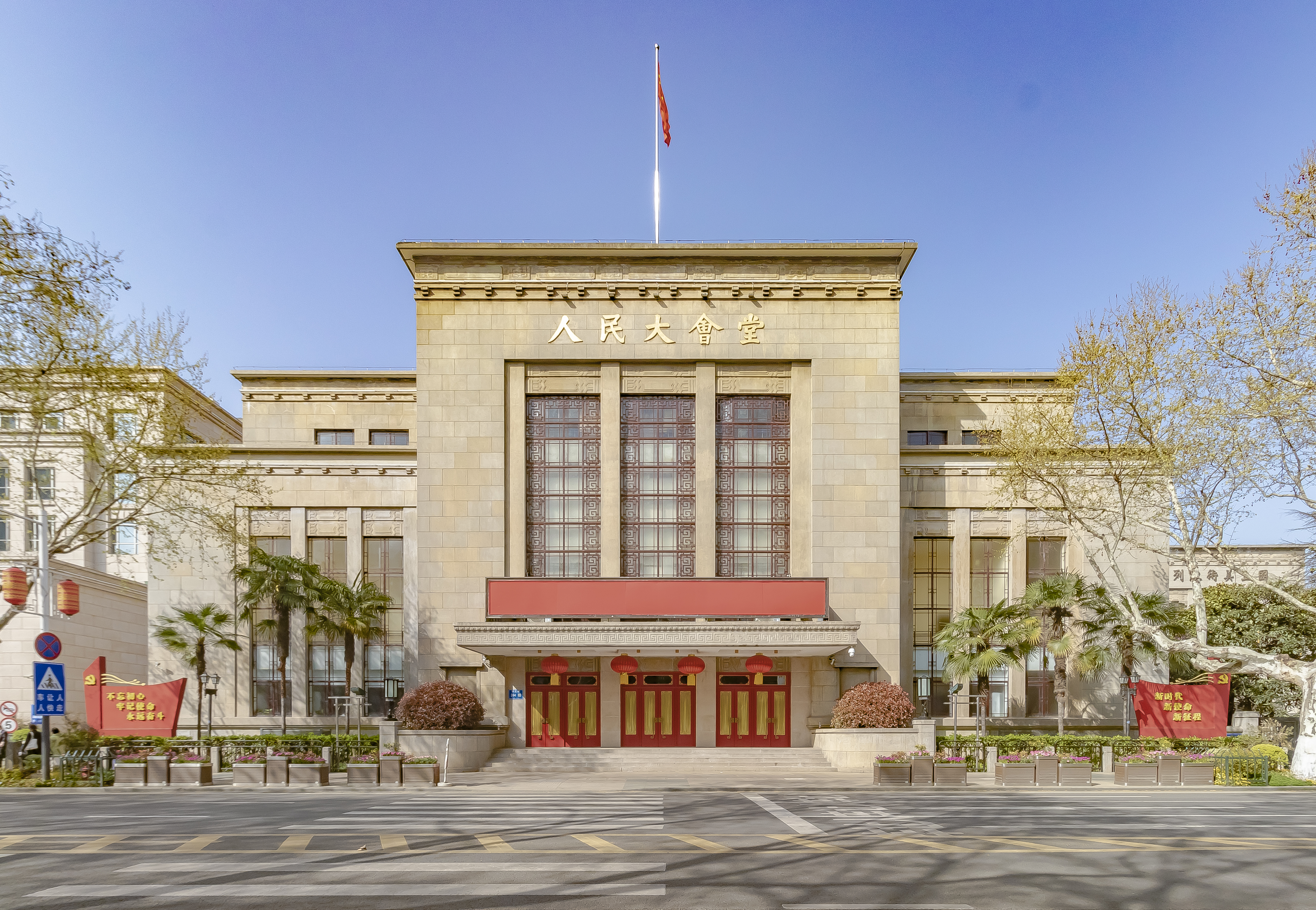
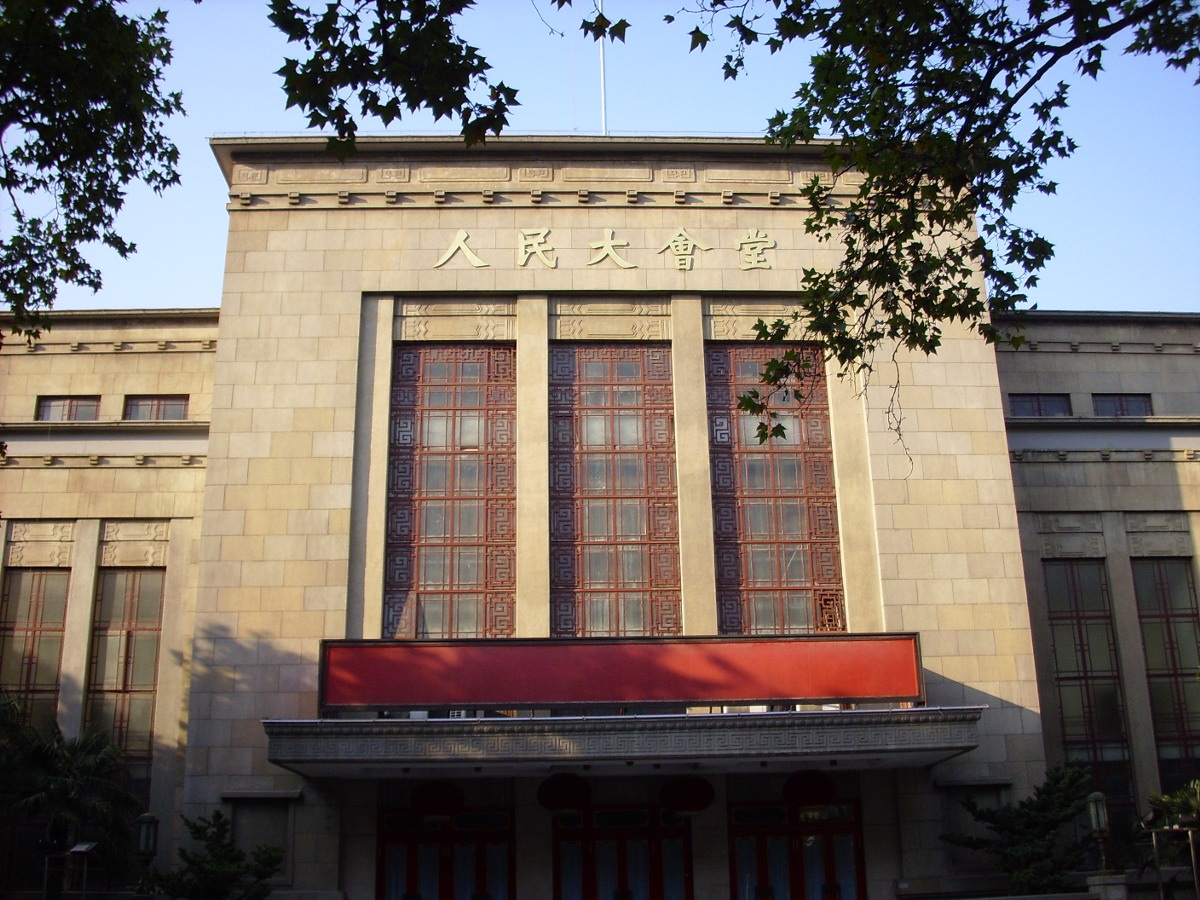
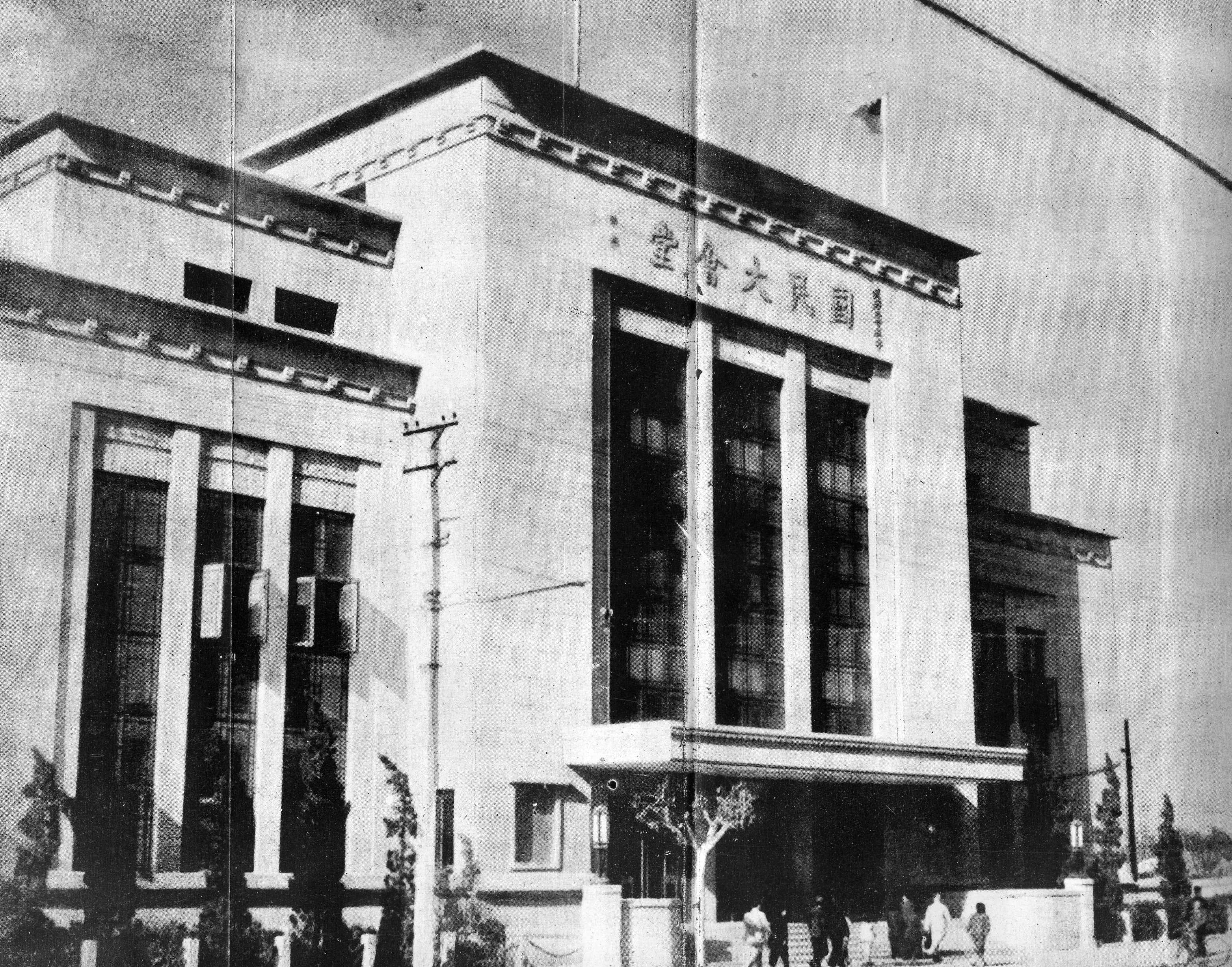
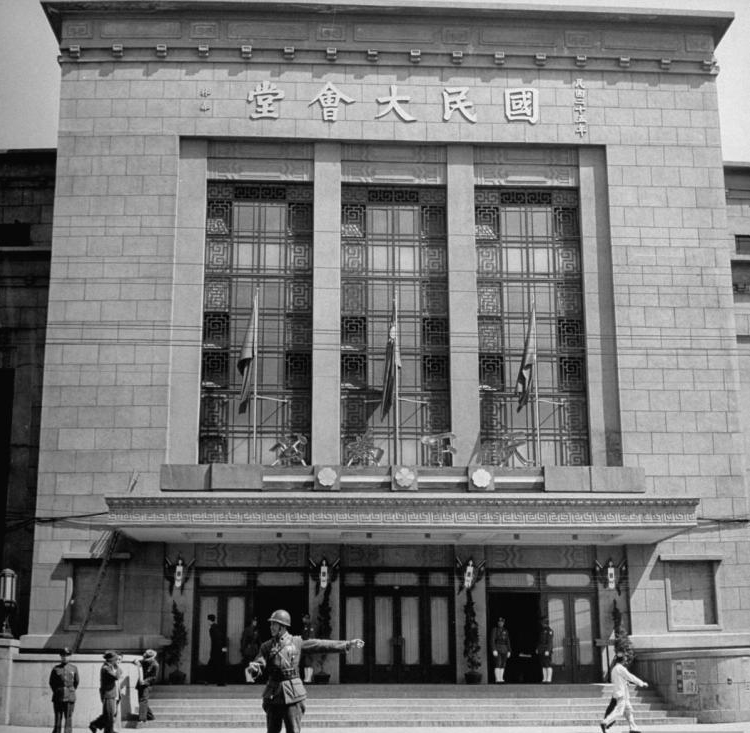